# Anuj Kumar
Anuj Kumar (ur. 5 sierpnia 1980) – indyjski zapaśnik walczący w stylu wolnym. Olimpijczyk z Aten 2004, gdzie zajął szesnaste miejsce w kategorii 84 kg.
Dwukrotny uczestnik mistrzostw świata, dwudziesty trzeci w 1999. Siódmy na igrzyskach azjatyckich w 2006 i dziesiąty w 2002. Zdobył brązowy medal na mistrzostwach Azji w 2005 i 2009. Zwycięzca igrzysk południowej Azji z 1999. Wicemistrz igrzysk wspólnoty narodów w 2002 i 2010. Mistrz Wspólnoty Narodów w 2003 i 2005 roku.
- Turniej w Atenach 2004

Przegrał z Japończykiem Hidekazu Yokoyamą i Irańczykiem Madżidem Chodaji.
W roku 2004 został laureatem nagrody Arjuna Award.